# Akodon polopi
Akodon polopi es una especie de roedor de pequeño tamaño del género Akodon de la familia Cricetidae, cuyos integrantes son denominados comúnmente ratones. Habita en el centro del Cono Sur de Sudamérica.

## Taxonomía
Esta especie fue descrita originalmente en 2010 por los zoólogos Jorge Pablo Jayat, Pablo Edmundo Ortiz, Jorge Salazar-Bravo, Ulyses F. J. Pardiñas y Guillermo D’Elía.
Localidad tipo
La localidad tipo referida es: “Pampa de Achala, a 6 km al este (por la autopista 34) de la antena repetidora La Posta, 2200 msnm (31º36'44.5"S 64º48'48.7"W), departamento San Alberto, provincia de Córdoba, Argentina”.
Etimología
El término específico es un epónimo que refiere al apellido del mastozoólogo Jaime José Polop, investigador de la Universidad Nacional de Río Cuarto (provincia de Córdoba, Argentina) por sus valiosas contribuciones a la comprensión de la ecología de los roedores sigmodontinos del centro de Argentina. Además, recogió muchas de las muestras utilizadas en la caracterización de la especie e incluso alertó sobre su carácter distintivo.
Holotipo
El holotipo es el: MACN 23.486, un macho adulto (clase de edad de 4), recogido por J. Pablo Jayat, Pablo E. Ortiz, Daniel García López, y Rodrigo González el 17 de agosto de 2008 (número de campo original JPJ 2125). Fueron conservados la piel, el cráneo, el esqueleto y tejidos en alcohol. Siete especímenes recolectados en la localidad tipo fueron designados paratipos (CNP 1927, 1928; CML 7672, 7673, y MACN 23487, 23488, 23489).
Caracterización y relaciones filogenéticas
Entre los caracteres diagnósticos que la diferencian se encuentran la coloración marrón del pelaje dorsal (puede ser más clara en los flancos), la barbilla con una pequeña pero distinguible mancha blanca (a veces ausente) y la cola (en ocasiones bicolor) que representa aproximadamente el 70 % de la longitud del cuerpo y la cabeza. Su tamaño es intermedio para el género.
Junto con Akodon boliviensis, A. caenosus (= A. aliquantulus), A. sylvanus y A. spegazzinii, Akodon polopi pertenece al grupo de especies “Akodon boliviensis”, el cual incluye formas de cuerpo pequeño y morfológicamente similares que habitan en pastizales altiplánicos y en el ecotono pastizal / bosque de la vertiente oriental de los Andes, desde el centro del Perú hasta el centro de la Argentina, encontrando este grupo su mayor diversidad de especies (4) en el noroeste de ese último país.

## Distribución geográfica y hábitat
Este roedor sólo se conoce de pastizales de altura de algunas localidades de la provincia de Córdoba, en el centro de la Argentina: Pampa de Achala, un altiplano situado en las Sierras Grandes, tres localidades del departamento Río Cuarto (Cerro de Oro, Puesto González y La Ventana, todas en altitudes por encima de los 1500 m s. n. m.), y dos sitios adicionales en Pampa de San Luis, departamento Cruz del Eje (sudeste de Pampa de San Luis, 1900msnm, y cerca de Cuchilla Nevada, 1700-1800 m s. n. m.).
Este roedor es endémico del centro de la Argentina, siendo la única especie del grupo de especies “A. boliviensis” en habitar la pampa de Achala de las sierras Grandes y pampas relacionadas, conjunto que conforma un sistema montañoso aislado por más de 600 km de la cadena principal de los Andes, entre los cuales se presentan llanuras y sierras de baja elevación, áridas y semiáridas.